# تريميثوبنزاميد
تريميثوبنزاميد (Trimethobenzamide)، الذي يباع تحت الإسم التجاري تيجان (Tigan)و غيره، هو دواء يستخدم لعلاج الغثيان و القيء.  و يشمل ذلك ما يحدث بسبب الجراحة و التهاب المعدة و الأمعاء.  و يعطى عن طريق الفم أو عن طريق الحقن في العضلات.  فتبدأ الأعراض خلال 40 دقيقة و تستمر لمدة تصل إلى 4 ساعات. 
تشمل الآثار الجانبية الشائعة لهذا العقار على: عدم وضوح الرؤية و النعاس و تشنجات العضلات. كما و قد تشمل الآثار الجانبية الأخرى مشاكل في الكبد و ردود الفعل التحسسية أيضا.  أما في ما يخص السلامة أثناء الحمل و الرضاعة الطبيعية فهي غير واضحة بالمرة.  إضافة إلى ذلك، لا ينصح باستخدامه للأطفال المصابين بالعدوى الفيروسية بسبب مخاوف من متلازمة راي.  إنه مضاد للهيستامين و يُعتقد أنه يعمل عن طريق منع منطقة تحفيز المستقبلات الكيميائية. 
تمت الموافقة على تريميثوبنزاميد للاستخدام الطبي في الولايات المتحدة في عام 1974.  إنه متاح كدواء مكافىء.  و في الولايات المتحدة، تبلغ تكلفة 30 جرعة أقل من 20 دولارًا أمريكيًا اعتبارًا من عام 2021. 